# Jacopo Confortini

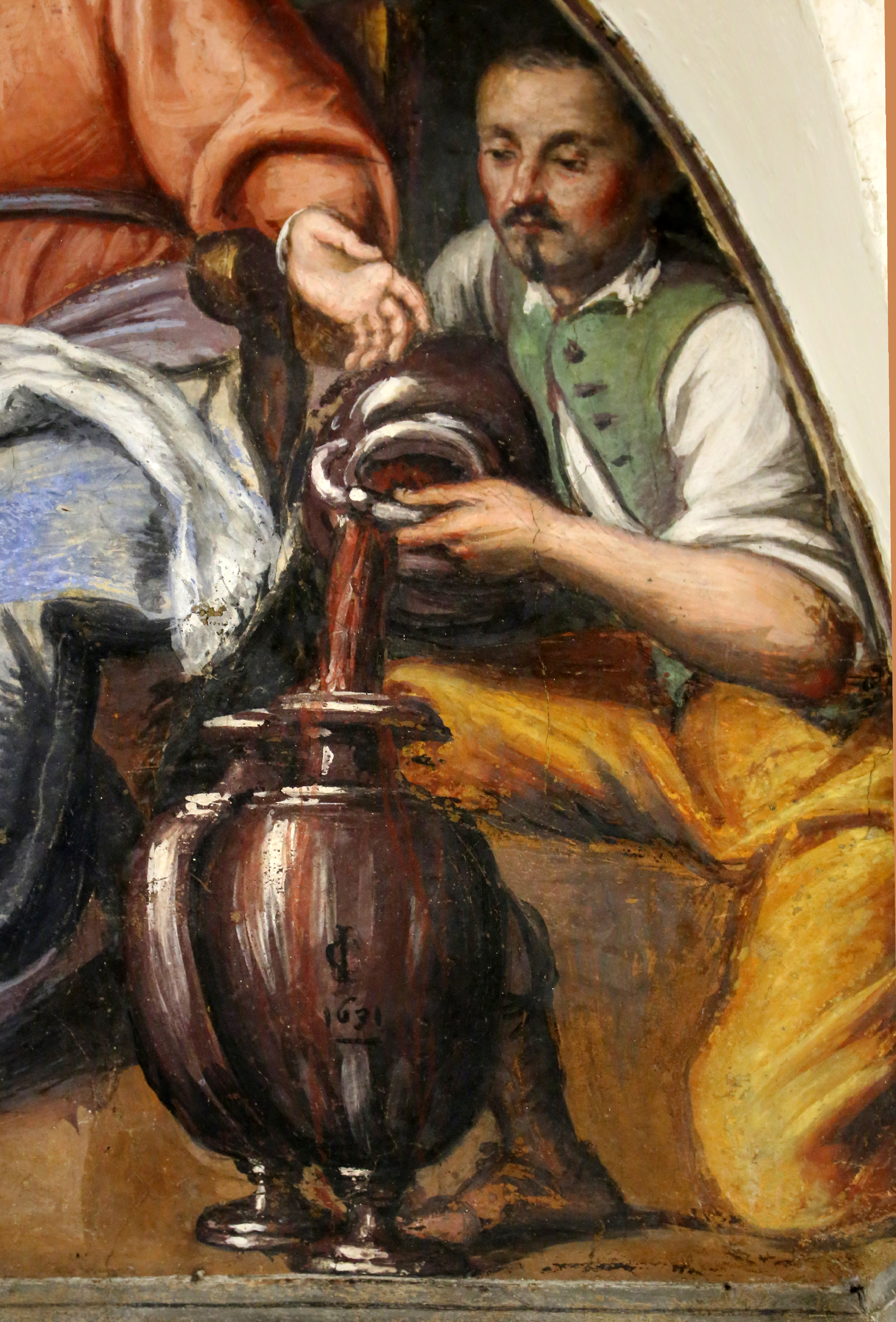
Firma e possibile autoritratto, nelle Nozze di Cana, 1631, ex-refettorio di Santa Trinita, Firenze

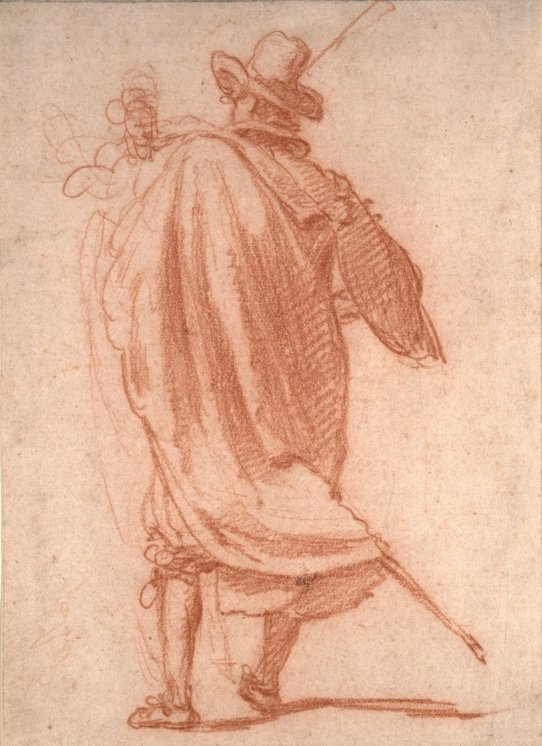
Cavaliere stante di spalle, Crocker Art Museum

Jacopo Confortini (Firenze, 1602 – Firenze, 1672) è stato un pittore e religioso italiano.

## Biografia
Figlio del pittore di origine pisana  Matteo e fratello minore di Pietro, si formò in ambito familiare, per poi frequentare artisti affermati a Firenze come Giovanni Bilivert e Matteo Rosselli. Ottenne la cittadinanza fiorentina nel 1617.
Appena ventenne, partecipò alla decorazione del casino mediceo di San Marco, venendo in contatto con l'estroso Giovanni da San Giovanni. Si immatricolò all'Arte del Disegno nel 1629, ottenendo numerose commissioni sacre e profane. In questo periodo si distinse per l'abilità del disegno, l'estro compositivo, con interessanti inserimenti scenografici, la ricchezza cromatica. 
Nei pagamenti per gli affreschi nel refettorio di Santa Trinita, lavoro eseguito accanto a Giovanni da San Giovanni, è ricordato come "frate Confortini", per cui si presume che avesse preso i voti conventuali, sebbene non si conosca presso quale ordine. 
Tuttavia, dalla seconda metà degli anni trenta del Seicento, in concomitanza con le tribolazioni e la scomparsa di Giovanni da San Giovanni, la sua produzione si fa più convenzionale, svuotata dagli estri della gioventù e aderente a schemi convenzionali, condotti con scarso impegno intellettuale. Questo declino appare soprattutto evidente nelle opere destinate al contado fiorentino, mentre in quelle "cittadine" profuse un maggiore impegno formale.
Notevole è il suo corpus grafico, sia per quantità che per qualità, in cui mostra una qualità maggiore che in pittura, grazie al tratto rapido e scattante, e all'acume narrativo, spesso dotato di spunti ironici.